# Ali Boumendjel (metropolitana di Algeri)
Ali Boumendjel è una stazione della linea 1 della metropolitana di Algeri. È situata sotto l'incrocio delle vie Larbi Ben M'hidi, Ali Boumendjel e Patrice Lumumba, nel centro della capitale algerina.

## Storia
La stazione fu realizzata durante il prolungamento di 1,69 km della linea dalla stazione Tafourah-Grande Poste. I lavori sono iniziati nel 2010. La stazione è stata ufficialmente inaugurata il 9 aprile 2018 dal presidente algerino Abdelaziz Bouteflika e messa in servizio il giorno seguente.
Prende il nome da una delle strade vicine, la rue Ali Boumendjel, dal nome di Ali Boumendjel, avvocato e attivista nazionalista algerino, assassinato dai paracadutisti francesi durante la battaglia di Algeri nel 1957.

## Servizi
La stazione ha 4 accessi: via Larbi Ben M'Hidi, via Abane Ramdane, vicino al Teatro nazionale algerino e uno vicino al mercato coperto di via de la Lyre.

## Interscambi
- Linea 36 dei bus ETUSA.[1]
- Stazione di Algeri